# 25 juin 1949
Le samedi 25 juin 1949 est le 176e jour de l'année 1949.

## Naissances
- Alex Shearer auteur d'ouvrages pour la jeunesse
- Dan Barker, activiste américain athée
- Linda Duncan, avocate et femme politique canadienne
- Nikola Vuljanić, personnalité politique croate
- Patrick Tambay, pilote automobile
- Rachid Benaïssa, homme politique algérien

## Décès
- Alejandro Lerroux (né le 4 mars 1864), politicien espagnol
- Elias Anton Cappelen Smith (né le 6 novembre 1873),  ingénieur et chimiste norvégien naturalisé américain
- Florence Margaret Durham (née le 6 avril 1869), généticienne britannique

## Événements
- Husni al-Zaim est élu président de la République de Syrie comme candidat unique.
- Départ de la dix-septième édition des 24 Heures du Mans.